# 农林下路站
农林下路站是广州地铁13号线的在建车站，位于中国广东省广州市越秀区东风东路竹丝岗二马路口，执信中学旁。车站预计于2027年启用。

## 车站结构
农林下路站为地下二层岛式站台车站，长326.5米，沿东风东路布置。由于东风东路交通繁忙，加上地下管线繁多，本站采用暗挖法之一的洞桩法施工，以保障地表结构安全及减少影响地面交通。

### 车站楼层
农林下路站地面为车站各出入口，地下一层为站厅，地下二层为13号线站台。
| 地下一层 | 站厅                       | 售票機、客服中心、商店、警务室、安检设施 |  |  |
| 地下二层 | 2 站台                     | █13号线 朝阳方向（下站：建设六马路）     |  |  |
|          | 岛式站台（卫生间、母婴室） |                                          |  |  |
|          | 1 站台                     | █13号线 新沙方向（下站：梅东路）         |  |  |

### 站线配置
本站设有一个岛式站台，本站往朝阳方向的一端设有单线布置的双存车线。

## 历史
在广州地铁早期规划中，13号线的前身14号线沿东风东路行走，在农林下路附近设站，5号线和6号线的区庄站B出口预留增建通往本站的换乘通道的条件。后规划更改，本站调整至现时位置，与区庄站有一定距离，地铁公司亦未将本站定位为换乘站。2017年，13号线二期正式获批，本站落实兴建。
车站于2023年6月实现小导洞贯通，同年12月完成扣拱施工。
农林下路站位于“小北-建设新村-华侨新村-太和岗-区庄-麻鹰岗”地下文物埋藏区范围。因本站在未完成考古工作便擅自施工，广州市文物考古研究院于2023年第三季对车站中部范围进行考古勘探工作，初步发现2座晋-南朝时期墓葬和1座明清时期墓葬及9件文物，随即开展抢救性考古发掘。